# Charles Arentz
Charles Acher Arentz (8 novembre 1878 – 25 settembre 1968) è stato un velista norvegese.

## Palmarès

### Olimpiadi
- 1 medaglia:
  - 1 oro (Anversa 1920 nella classe 10 metri, regole 1919)